# Галенковский, Андрей Иосифович
Андрей Иосифович Галенковский (укр. Андрій Йосипович Галенковський; 11 апреля 1815 — ?) — малороссийский (украинский) композитор, виолончелист и юрист.
Служил судьей в Пирятине . С 1863 — член киевского отделения Русского музыкального общества.
Издал сборник мазурок для виолончели под названием «Воспоминания о Малороссии» (СПБ, 1839). Автор «Кадрили» для симфонического оркестра, одного из первых симфонических произведений украинских авторов.
Тарас Шевченко был лично знаком с А. Галенковским, который жил на Пирятинщине и часто выступал с концертами в имении П. Галагана, где бывал поэт.